# Ports (Indre i Loira)
Ports és un municipi francès, situat al departament de l'Indre i Loira i a la regió de Centre – Vall del Loira. L'any 2017 tenia 359 habitants.

## Demografia
El 2007 la població de fet de Ports era de 355 persones. Hi havia 144 famílies, i 198 habitatges, 155 habitatges principals, 29 segones residències i 14 desocupats.

## Economia
El 2007 la població en edat de treballar era de 209 persones, 157 eren actives i 52 eren inactives.
El 2007 hi havia una empresa de construcció, un comerç i taller de reparació d'automòbils, una empresa immobiliària i dues altres empreses més. L'any 2000 hi havia divuit explotacions agrícoles que conreaven un total de 738 hectàrees.